# Pristomerus albescens
Pristomerus albescens là một loài tò vò trong họ Ichneumonidae.